# Уайльд, Хосе Антонио
Хосе Антонио Уайльд (исп. José Antonio Wilde; 1813,  Буэнос-Айрес — 14 января 1885, г. Кильмес) — аргентинский писатель
 и медик. Доктор медицины.

## Биография
Родился в семье англичанина ирландского происхождения, который прибыл в Буэнос-Айрес в начале XIX века и креолки. Окончил школу Enrique Bradish. С 1844 года работал преподавателем английского языка в Федеральном республиканском колледже, которым руководил его отец; изучал медицину.
Служил в армии. Под командованием генерала Уркиса участвовал в качестве хирурга в битве при Касеросе в ходе Лаплатской войны (1851—1852). Был главным хирургом медицинской службы Генерального штаба Главного корпуса армии Аргентины.
В середине 1853 года поселился в Кильмесе, открыл медицинскую практику. В 1858 году защитил докторскую диссертацию на тему «Значение масла печени трески при туберкулёзе лёгких». Принимал активное участие в санитарной, культурной и образовательной деятельности города.
В 1868 году сыграл важную роль в борьбе с эпидемией холеры, которая была зафиксирована в его книге «Compendio de Higiene Pública y privada». В мае 1873 года основал газету «El Progreso de Quilmes».
Автор книги «Buenos Aires desde setenta años atrás».
Общественный деятель. Первый директор Национальной библиотеки Аргентины (с 1884).

## Память
- Его имя носит улица в Кильмесе, где Х. А. Уайльду установлен бюст.